# مایدانپک
مایدانپک (به صربی: Majdanpek) یک شهرستان در صربستان است که در ناحیه بور واقع شده‌است. مایدانپک ۳۶۲ متر بالاتر از سطح دریا واقع شده‌است.